# Trinity Hall (Cambridge)
Trinity Hall (pot. The Hall) – kolegium wchodzące w skład Uniwersytetu Cambridge. 
Jedno z najstarszych kolegiów Cambridge: zostało założone jako piąte w roku 1350 przez Williama Batemana, biskupa Norwich, w celu odtworzenia prawniczych elit kościelnych i państwowych po epidemii czarnej śmieci z lat 40. XIV wieku. Stąd tradycyjną specjalnością uczelni było prawo. Z powodu podobieństwa nazwy często mylone z Trinity College.

## Historia
Epidemia dżumy spowodowała w latach 40. XIV w. śmierć niemal połowy populacji ówczesnej Anglii. Po jej wygaśnięciu dał się odczuć brak wykwalifikowanych elit różnych zawodów, w tym prawników. Dla zaradzenia tej sytuacji William Bateman, biskup Norwich, ufundował 15 stycznia 1350 roku kolegium Trinity Hall mające kształcić prawników . 
Pierwszy statut Trinity Hall otrzymało w grudniu 1352 roku. Zawarta w nim oficjalna nazwa uczelni to College of the Scholars of the Holy Trinity of Norwich („Kolegium Uczniów pod wezwaniem Trójcy Świętej z Norwich”), a nazwa siedziby – Hall of the Holy Trinity of Norwich („Aula Norwich pod wezwaniem Trójcy Świętej”). Celem działalności Trinity Hall miało być kształcenie w zakresie prawa kanonicznego i cywilnego. Statut dawał prawo wyboru rektora (ang. Master) zgromadzeniu członków Kolegium. Także sami członkowie mieli być wybierani spośród studentów Kolegium lub, w razie braku odpowiednich kandydatów, spośród uczniów kolegium Gonville Hall (przyszłego Gonville and Caius College). Wszyscy wykładowcy prawa kanonicznego i wielu wykładowców prawa cywilnego było duchownymi.
20 września 1353 roku Bateman ratyfikował podpisane trzy dni wcześniej porozumienie z Gonville Hall, w którym obydwa kolegia zawierały „wieczny pakt przyjaźni, jak między braćmi wywodzącymi się z tej samej fundacji”. Od tej pory obydwa kolegia występowały wspólnie w publicznych procesjach, przy czym pierwszeństwo miał rektor i członkowie Trinity Hall.
Mimo swojego znaczenia jako szkoły prawa – spośród piastujących stanowisko Profesora Prawa Cywilnego uniwersytetu w latach 1550–1600 czterech było członkami Trinity Hall, a latach 1666–1873 stanowisko to zajmowało nieprzerwanie dwóch rektorów i dziesięciu wykładowców kolegium – Trinity Hall było prawie zawsze jednym z najmniejszych kolegiów: od roku 1544 do początku XIX wieku liczba przyjmowanych rocznie studentów wynosiła średnio 5, a w latach 1565–1720 była najniższa ze wszystkich kolegiów. Od połowy XIX wieku sytuacja zaczęła się nieco zmieniać, a w roku 1890 do Kolegium przyjęto ok. 70 studentów i na krótko stało się ono czwartym co do liczebności kolegium Cambridge. W roku 1952 liczba wykładowców Trinity Hall po raz pierwszy osiągnęła 20 – wielkość zakładaną pierwotnie przez jego założyciela . 
Od roku 1976 zaczęto przyjmować do Trinity Hall kobiety: najpierw jako wykładowców i studentów studiów magisterskich, a od 1977 także studiów licencjackich.

## Współczesność
Trinity Hall jest autonomiczną, samorządną społecznością wykładowców i studentów w obrębie Uniwersytetu Cambridge. Jego cele statutowe to rozwój edukacji, krzewienie religii i prowadzenie badań naukowych dla pożytku publicznego przy wsparciu i zapewnieniu utrzymania przez Uniwersytet. Władzą Kolegium jest Ciało Zarządzające (Governing Body), w skład którego wchodzi rektor i wykładowcy. Na posiedzenia (odbywające się 8 razy w roku pod przewodnictwem rektora) zapraszani są przedstawiciele studentów. Zadaniem Ciała Zarządzającego jest wyznaczanie strategicznych kierunków rozwoju Kolegium, bieżąca administracja oraz zarządzanie finansami i majątkiem Trinity Hall.
Trinity Hall kształci około 600 studentów studiów licencjackich i magisterskich . Członkami Kolegium jest około 60 wykładowców.
Według rankingu Tompkins Table szeregującego kolegia Uniwersytetu w Cambridge według wyników uzyskiwanych od roku 1997 na egzaminach przez ich członków będących studentami studiów licencjackich, Trinity Hall zajęło w 2016 roku 13. miejsce – 29,2% jego studentów uzyskało najwyższe noty (Firsts) . Najwyższą – 3. – pozycję Kolegium zajęło w latach 2011, 2012 i 2013, a średnia zajmowana pozycja to 11,2.
W roku 2016 David J. Thouless Nagrodę Nobla w dziedzinie fizyki jako pierwszy absolwent Trinity Hall .

## Ważniejsze budynki

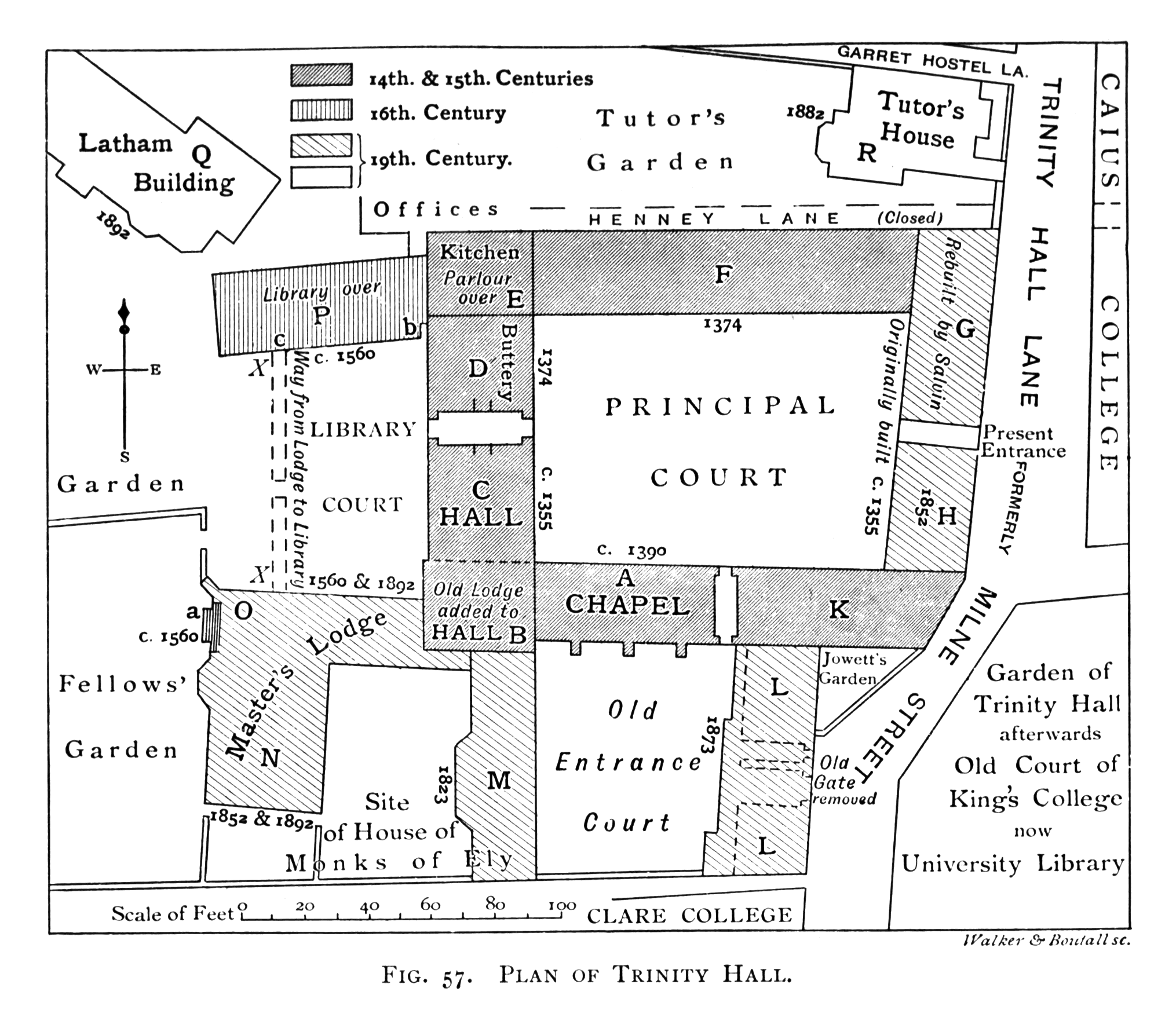
Plan Kolegium z 1897 roku

Główny kompleks budynków Trinity Hall położony jest na wschodnim brzegu rzeki Cam. Od północy Kolegium sąsiaduje z Trinity College, od wschodu z Gonville and Caius College, a od południa z Clare College.
Chociaż swój obecny wygląd główny dziedziniec zyskał w XVIII wieku, otaczające go budynki pochodzą z drugiej połowy wieku XIV.
Wybudowana ok. 1590 roku stara biblioteka jest najstarszą w Cambridge biblioteką działającą nieprzerwanie w tym samym miejscu. William Bateman, który podarował kolegium część swych ksiąg zapoczątkowując gromadzenie księgozbioru, zarządził, aby były one stale dostępne dla studentów i wykładowców. Księgi zostały przymocowane do pulpitów łańcuchami i w takiej formie można je dziś zobaczyć zwiedzając bibliotekę. Wyposażenie biblioteki (łącznie z mocowaniami łańcuchów) pochodzi z okresu jej wybudowania. Najstarszy rękopis w księgozbiorze – A life of St Martin of Tours („Żywot św. Marcina z Tours”) – pochodzi z ok. 1050 roku. W roku 1999 otwarto nową, czynną przez całą dobę bibliotekę – Jerwood Library. Wybudowano ją nad brzegiem Cam.
Kaplicę Kolegium wzniesiono w roku 1366. Jej wystrój pochodzi z lat 1729–30. Organy wybudowano w roku 1922. Ścianę nad ołtarzem zdobi Nawiedzenie (1560) autorstwa Maso da San Friano; obraz został wypożyczony na stałe z kolekcji Fitzwilliam Museum w Cambridge.